# 茶寮坳
茶寮坳（英語：Cha Liu Au），又名西貢坳，是香港的一個山坳，位於九龍東北部，飛鵝山、大上托、平山及沈雲山的交匯點，為來往九龍及西貢的必經之地。
根據《鐵路發展策略2014》，香港特區政府計劃興建港鐵東九龍綫連接東九龍和將軍澳北，路線走向會穿越茶寮坳進入西貢區，並可能會於茶寮坳設「順天站」。